# Abū d-Dardā'

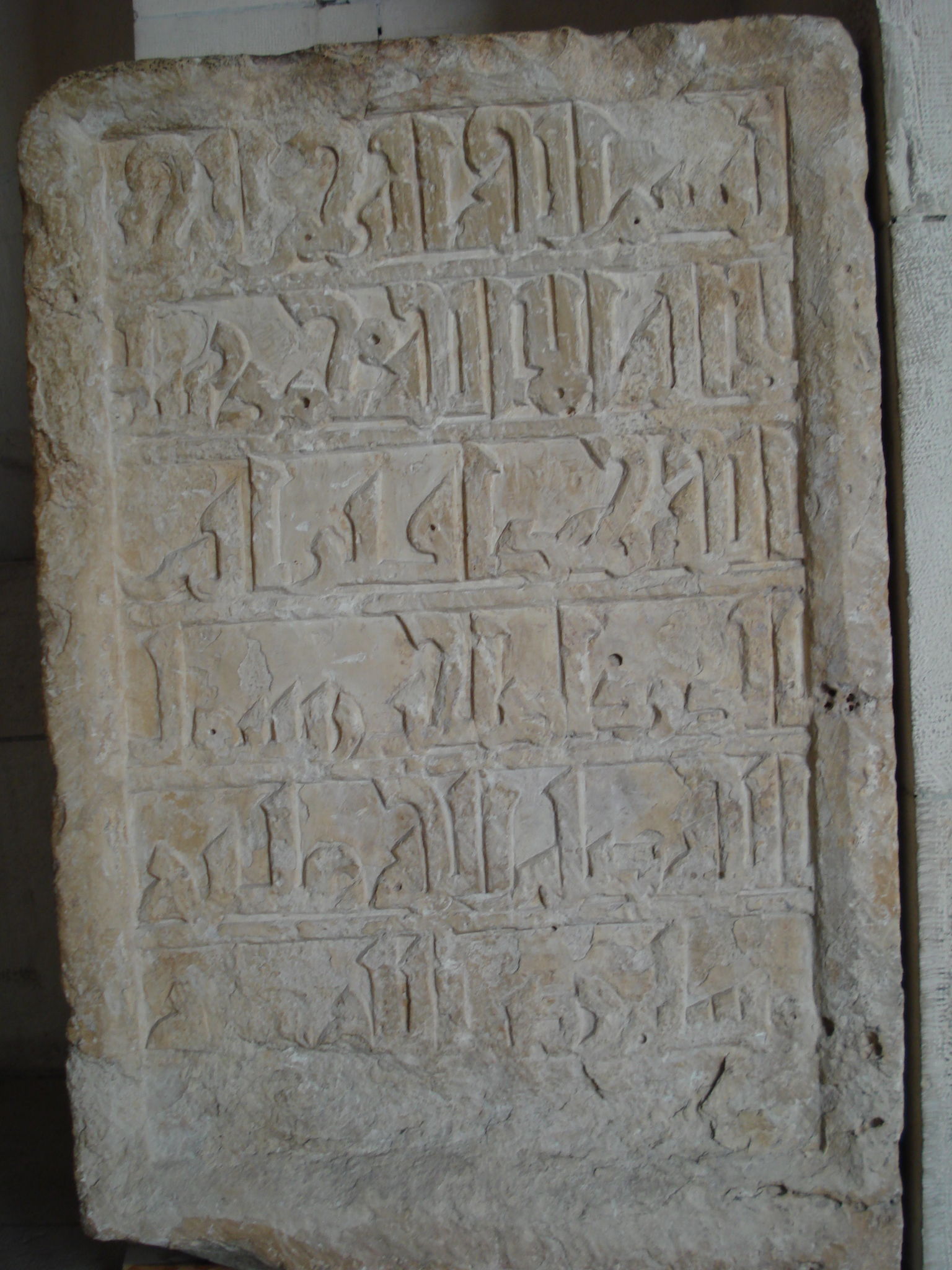
Grabstein mit Hinweis auf Abū d-Dardā', Damaskus

Abū d-Dardā'  (arabisch أبو الدرداء, DMG Abū d-Dardāʾ, gest. um 652) war ein jüngerer Zeitgenosse und Gefährte des Propheten Mohammed. Sein Name und seine Herkunft sind unterschiedlich überliefert, man findet ʿUwaimir b. Zayd oder auch ʿĀmir b. ʿAbdallāh bzw. Mālik oder Thaʿlaba. Er gehörte zum Stamm der Banu Chazradsch in Medina. 
Nach der Schlacht von Badr bekehrte er sich zum Islam; nach einigen Quellen soll er auch an der Schlacht von Uhud teilgenommen haben. Als Mohammed zwischen Auswanderern und den Bewohnern Medinas Brüderschaften errichtete, wurde Abu Darda von Salmān al-Fārisī als „Bruder“ erwählt. Es werden ihm einige Ahadith zugeschrieben, einige Sufis rechnen ihn zu den Ahl as-Suffa. Vor der Annahme des Islams sei er Händler gewesen, habe dann aber nach seinem Übertritt den Handel aufgegeben, da er sich seiner Ansicht nach nicht mit der Ausübung der kultischen Verpflichtungen verbinden ließ. Als Sachverständiger des Korans genoss er jedoch einen hohen Ruf, auf ihn gehen einige wenige unterschiedliche Lesarten des Korans zurück. Er wurde als Richter nach Damaskus geschickt, wo er als Koranlehrer der Begründer der dortigen Schule wurde, die später von Ibn Amir (gest. 736) geleitet wurde. Er starb um 652 in Damaskus oder in der Nähe der Stadt, zur Zeit des Kalifats von ʿUthmān ibn ʿAffān. Sein Grab und dasjenige seiner Frau Umm ad-Darda' sind neben einem der Altstadttore erhalten.